# Migré
Migré és un municipi francès situat al departament del Charente Marítim i a la regió de la Nova Aquitània. L'any 2007 tenia 335 habitants.

## Demografia

### Població
El 2007 la població de fet de Migré era de 335 persones. Hi havia 140 famílies de les quals 36 eren unipersonals (12 homes vivint sols i 24 dones vivint soles), 60 parelles sense fills, 36 parelles amb fills i 8 famílies monoparentals amb fills.
La població ha evolucionat segons el següent gràfic:
Habitants censats

### Habitatges
El 2007 hi havia 188 habitatges, 145 eren l'habitatge principal de la família, 21 eren segones residències i 22 estaven desocupats. 184 eren cases i 1 era un apartament. Dels 145 habitatges principals, 114 estaven ocupats pels seus propietaris, 23 estaven llogats i ocupats pels llogaters i 8 estaven cedits a títol gratuït; 3 tenien una cambra, 5 en tenien dues, 17 en tenien tres, 35 en tenien quatre i 85 en tenien cinc o més. 118 habitatges disposaven pel capbaix d'una plaça de pàrquing. A 81 habitatges hi havia un automòbil i a 59 n'hi havia dos o més.

### Piràmide de població
La piràmide de població per edats i sexe el 2009 era:
| Homes | Edats   | Dones |
| ----- | ------- | ----- |
| 0     | 95 o +  | 0     |
| 0     | 90 a 94 | 12    |
| 8     | 85 a 89 | 4     |
| 0     | 80 a 84 | 8     |
| 12    | 75 a 79 | 8     |
| 4     | 70 a 74 | 16    |
| 16    | 65 a 69 | 16    |
| 16    | 60 a 64 | 24    |
| 0     | 55 a 59 | 8     |
| 20    | 50 a 54 | 4     |
| 20    | 45 a 49 | 20    |
| 4     | 40 a 44 | 12    |
| 0     | 35 a 39 | 0     |
| 0     | 30 a 34 | 0     |
| 4     | 25 a 29 | 8     |
| 0     | 20 a 24 | 0     |
| 16    | 15 a 19 | 16    |
| 4     | 10 a 14 | 4     |
| 0     | 5 a 9   | 4     |
| 0     | 0 a 4   | 0     |

## Economia
El 2007 la població en edat de treballar era de 174 persones, 124 eren actives i 50 eren inactives. De les 124 persones actives 106 estaven ocupades (63 homes i 43 dones) i 18 estaven aturades (8 homes i 10 dones). De les 50 persones inactives 23 estaven jubilades, 7 estaven estudiant i 20 estaven classificades com a «altres inactius».

### Ingressos
El 2009 a Migré hi havia 147 unitats fiscals que integraven 338,5 persones, la mediana anual d'ingressos fiscals per persona era de 15.022 €.

### Activitats econòmiques
Dels 13 establiments que hi havia el 2007, 1 era d'una empresa extractiva, 6 d'empreses de construcció, 1 d'una empresa de comerç i reparació d'automòbils, 1 d'una empresa de transport, 1 d'una empresa d'hostatgeria i restauració, 2 d'empreses de serveis i 1 d'una empresa classificada com a «altres activitats de serveis».
Dels 4 establiments de servei als particulars que hi havia el 2009, 2 eren paletes, 1 fusteria i 1 electricista.
L'any 2000 a Migré hi havia 32 explotacions agrícoles que ocupaven un total de 1.040 hectàrees.

## Equipaments sanitaris i escolars
El 2009 hi havia una escola maternal integrada dins d'un grup escolar amb les comunes properes formant una escola dispersa.

## Poblacions més properes
El següent diagrama mostra les poblacions més properes.